# Eublemma caprearum
Eublemma caprearum är en fjärilsart som beskrevs av Max Wilhelm Karl Draudt 1933. Eublemma caprearum ingår i släktet Eublemma och familjen nattflyn. Inga underarter finns listade i Catalogue of Life.